# Изгубени на север
„Изгубени на север“ (на испански: Perdiendo el norte) е испанска комедия от 2015 г. Главните роли се изпълняват от Йон Гонзалес, Хулиан Лопес и Бланка Суарес.

## Сюжет
Двама млади образовани испанци остават без работа и шанс за реализация заради кризата в Испания. От реклама по телевизора разбират за добрите възможности, които Германия предлага. Обнадеждени те тръгват към Берлин и скоро се сблъскват с трудния живот на емигрантите. Въпросът, който стои пред тях е как да продължат живота си. От този избор зависи бъдещето им.

## Герои
| Герой         | Актьор         |
| Уго Сифуентес | Йон Гонзалес   |
| ------------- | -------------- |
| Карла         | Бланка Суарес  |
| Браулио       | Хулиан Лопес   |
| Надя          | Урсула Корберо |
| Марисол       | Малена Алтерио |